# Fred Randell
Fred David Randell (Londra, 5 febbraio 1865 – Londra, 20 novembre 1946) è stato un maratoneta britannico.
Partecipò ai Giochi olimpici di Parigi 1900 nella maratona che non riuscì a completare. Fu scelto per la maratona olimpica dopo aver vinto la Londra-Brighton nel 1899.